# Cyclotrichium leucotrichum
Cyclotrichium leucotrichum là một loài thực vật có hoa trong họ Hoa môi. Loài này được (Stapf ex Rech.f.) Leblebici mô tả khoa học đầu tiên năm 1974.